# Nicolás Jarry (tenista)
Nicolás Jarry Fillol (Santiago, Chile; 11 de octubre de 1995) es un tenista chileno. A nivel individual, ha ganado tres títulos ATP 250 –Bastad 2019, Santiago 2023, Ginebra 2023, además de cinco títulos ATP Challenger. También ha alcanzado dos finales de ATP 250 y tres semifinales de un ATP 500. En torneos Masters 1000 ha alcanzado la final de Roma 2024 y en Grand Slams ha llegado a octavos de final en Roland Garros 2023 y  Wimbledon 2025. 
En dobles, ha obtenido dos títulos ATP en Quito 2018 y Río de Janeiro 2019 y ocho Challenger, así como la medalla de oro en los Juegos Panamericanos de 2015 y 2019. Su mejor puesto en la Clasificación de la ATP individual ha sido el 16.º en 2024, y en dobles, el 40.º en 2019. Ha sido el «chileno mejor clasificado de la ATP» en las temporadas de 2017, 2018 y 2023. Compite por el equipo chileno de Copa Davis desde 2013. En la Copa Davis 2018 realizó un saque a 233 km/h, ubicándose en 2022 entre los 40 saques más potentes de la historia del tenis.

## Vida personal
Nicolás Jarry nació en la capital chilena el 11 de octubre de 1995. Es el mayor de los cuatro hijos del matrimonio formado por Allan Jarry y Cecilia Fillol Haggstrom.  
Mientras sus dos padres fueron seleccionados chilenos de voleibol, por el lado materno proviene de una familia de tenistas pues es nieto de Jaime Fillol Durán y sobrino nieto de Álvaro Fillol Durán. Es sobrino de Jaime Fillol Haggstrom y de Catalina Fillol, la directora del Chile Open. Además, es primo hermano del atleta Martín Sáenz.
Realizó sus estudios escolares en el Colegio Monte Tabor y Nazaret, donde egresó en 2013. 
En 2020 se casó con la ingeniera comercial Laura Urruticoechea Oyarzún (1995), con quien tiene dos hijos: Juan (2022) y Santiago (2023).

## Trayectoria deportiva
El jugador mejor clasificado que ha vencido es Carlos Alcaraz (2.º) en el Torneo de Buenos Aires de 2024 en Argentina. Entre sus mejores victorias se encuentran las obtenidas ante tenistas de élite como Carlos Alcaraz, Jannik Sinner, Alexander Zverev (2 veces), Casper Ruud (2 veces), Stan Wawrinka, Stefanos Tsitsipas (4 veces), Grigor Dimitrov (2 veces), Marin Čilić, Dominic Thiem, Holger Rune, Fernando Verdasco, Matteo Berrettini, Lorenzo Musetti, Tommy Paul (2 veces), Diego Schwartzman, Cameron Norrie, Frances Tiafoe y Borna Ćorić.

### Etapa juvenil (2013)

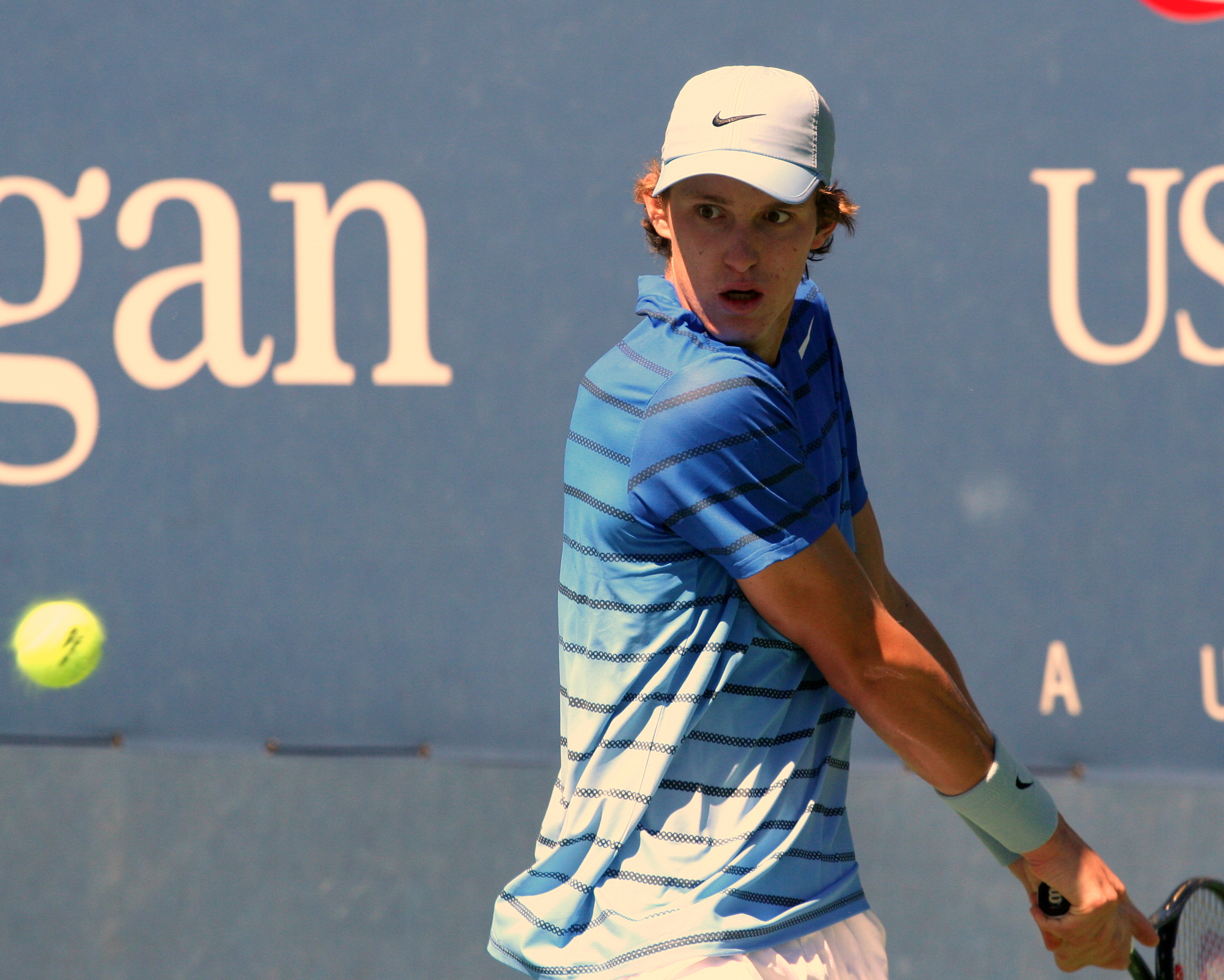
Jarry en 2013.

En 2013 alcanzó la final del Torneo de Roland Garros juvenil en dobles, junto con Christian Garin, y terminó el año en el 18º lugar de la clasificación mundial menor.

### Inicio profesional (2014-2016)

#### 2014
El 20 de abril se consagró campeón del Challenger de Santiago 2014 en la modalidad de dobles, junto con Christian Garín, tras la no presentación de Hans Podlipnik y Jorge Aguilar.
Posteriormente, en el Challenger de Mohammedia alcanzó las semifinales con tan solo 18 años, siendo derrotado por Daniel Muñoz de la Nava.
En septiembre, con 18 años y 10 meses, se transformó en el segundo chileno más joven en llegar a una final de Challenger, tras Marcelo Ríos, cuando alcanzó el duelo definitorio del Challenger de Quito, derrotando en el camino a los argentinos Agustín Velotti, Guido Pella, Juan Ignacio Londero y al brasileño João Souza, cayendo ante el argentino Horacio Zeballos por 6-4 y 7-6(9). Dos semanas después, logró el mejor triunfo de su carrera, derrotando a Zeballos, 96° de ranking, en octavos de final del Challenger de Cali.
El 26 de octubre, junto a Marcelo Demoliner, se consagró campeón de dobles del Challenger de Córdoba, luego de vencer en la final a Hugo Dellien y Juan Ignacio Londero por 6-3 y 7-5.
En noviembre alcanzó la final del Challenger de Montevideo en la modalidad de dobles junto a Gonzalo Lama, cayendo ante los uruguayos Pablo Cuevas y Martín Cuevas, por 6-2 y 6-4.
En diciembre alcanzó el puesto 219°, finalizando la temporada en la casilla 224°, transformándose en el número 2 de Chile, desplazando a Lama.

#### 2015

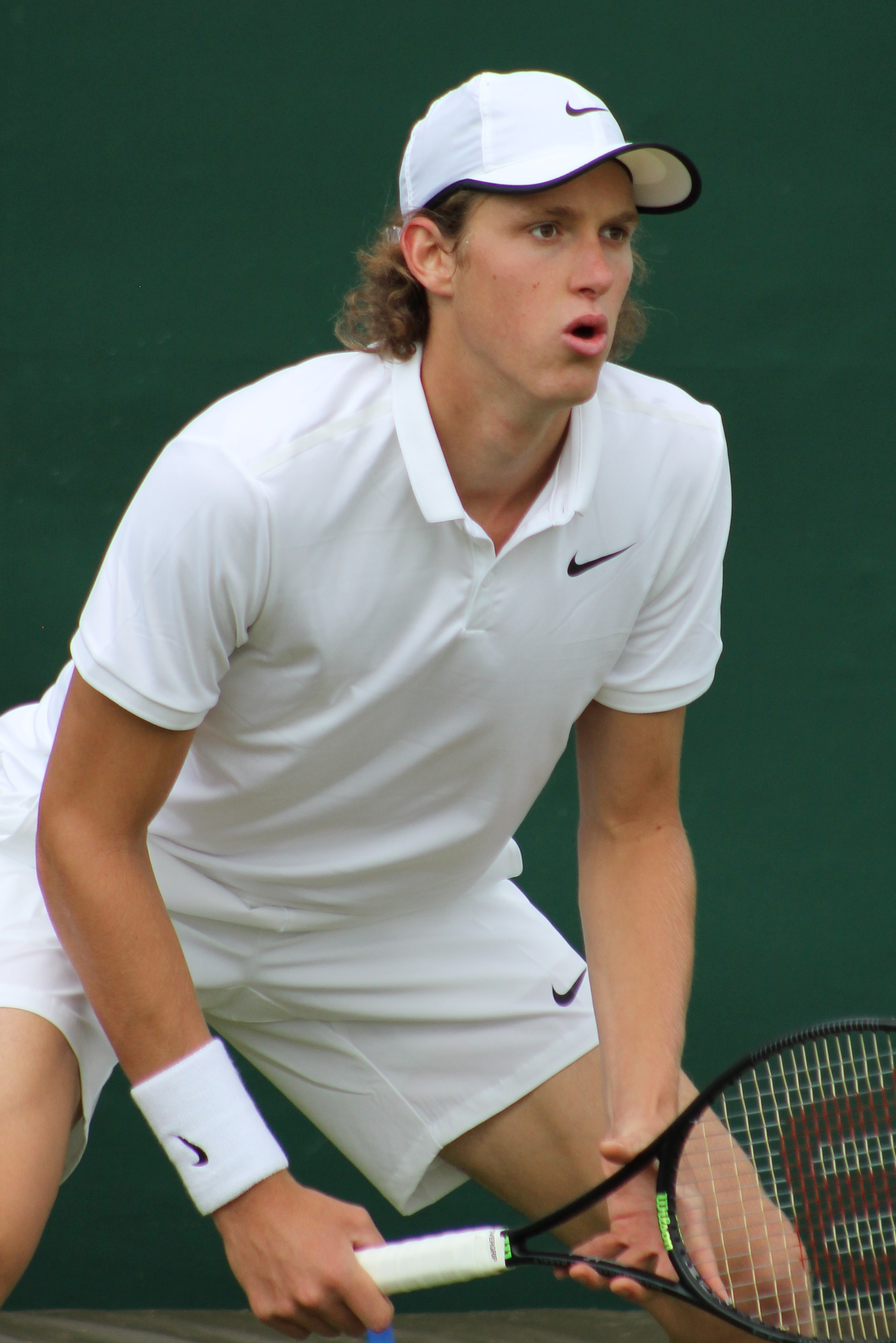
Nicolás Jarry en la fase de clasificación del Campeonato de Wimbledon 2015.

En febrero jugó por primera vez un torneo ATP 250, luego de superar los tres partidos de la clasificación del Torneo de Quito. El 3 de febrero derrotó por primera ronda al ecuatoriano Gonzalo Escobar (309° en ese momento), por parciales de 2-6, 6-4 y 6-3 en 1 hora y 58 minutos, ganando así su primer partido ATP, con tan solo 19 años. Dos días después, cayó por los octavos de final ante el serbio Dušan Lajović, 80° del mundo, por parciales de 6-4, 3-6 y 6-3. En febrero alcanza por primera vez el Top 200 del ranking ATP con 19 años y 4 meses. La semana siguiente, llegó hasta los cuartos de final del Challenger de Santo Domingo.
En marzo se convirtió, por primera vez, en el número 1 de Chile, con 19 años, y en mayo alcanzó el ranking 172°.
En mayo alcanzó la semifinal del Challenger de Cali, derrotando en la primera ronda al local Carlos Salamanca por doble 6-2, y en segunda fase a Henrique Cunha por doble 7-6. En los cuartos de final venció a uno de los favoritos José Hernández por 5-7, 6-4 y 6-4 tras casi dos horas de juego, y en semifinales «La Torre» cayó ante Fernando Romboli por 7-6(4) y 7-6(3).
En julio, junto con Hans Podlipnik, ganó la medalla de oro de dobles en los Panamericanos de Toronto. En primera ronda vencieron a los canadienses Phillip Bester y Brayden Schnur por doble 6-4; en cuartos doblegaron a los estadounidenses Jean-Yves Aubone y Dennis Novikov por 5-7, 6-3 y 10-3; en semifinales a los ecuatorianos Gonzalo Escobar y Emilio Gómez por doble 6-4, y en la final a los argentinos Guido Andreozzi y Facundo Bagnis por 6-4 y 7-6.
Durante el segundo semestre comenzó a sufrir algunas lesiones, en particular una fractura en el escafoides de la muñeca derecha, lo que le impidió continuar el ritmo de competencia, finalizando la temporada en el puesto 377° del ranking ATP.

#### 2016
En febrero es invitado a participar del ATP 500 Río de Janeiro. Debutó el 16 de febrero en primera ronda, ante el español David Ferrer, número 6 del mundo, defensor de título y segundo favorito (detrás de Rafael Nadal), perdiendo por 3-6 y 6-7 en una hora y 43 minutos, luego de haber tenido 5 puntos de set en el segundo set y haber quebrado seis veces en total.
En marzo hizo su debut en torneos Masters 1000 gracias a un wildcard al Masters de Miami, debutó el 26 de marzo en ante el ucraniano Sergui Stajovski (115°), cayendo por 6-7(6) y 5-7.
En julio se corona campeón de dobles del Challenger de Cali,  junto a Hans Podlipnik, tras vencer en la final a Erik Crepaldi y Daniel Dutra da Silva por 6-1 y 7-6.
Luego, en el Challenger de Savannah derrotó a Nikoloz Basilashvili y a Quentin Halys alcanzando los cuartos de final.
La serie de lesiones que venía arrastrando desde finales de 2015 lo hizo bajar su rendimiento y retroceder en el ranking hasta el puesto 619° en mayo, recuperándose gradualmente en la segunda mitad del año terminando la temporada en el puesto 400°.

### Circuito de la ATP (2017-presente)

#### 2017: Tres títulos Challenger

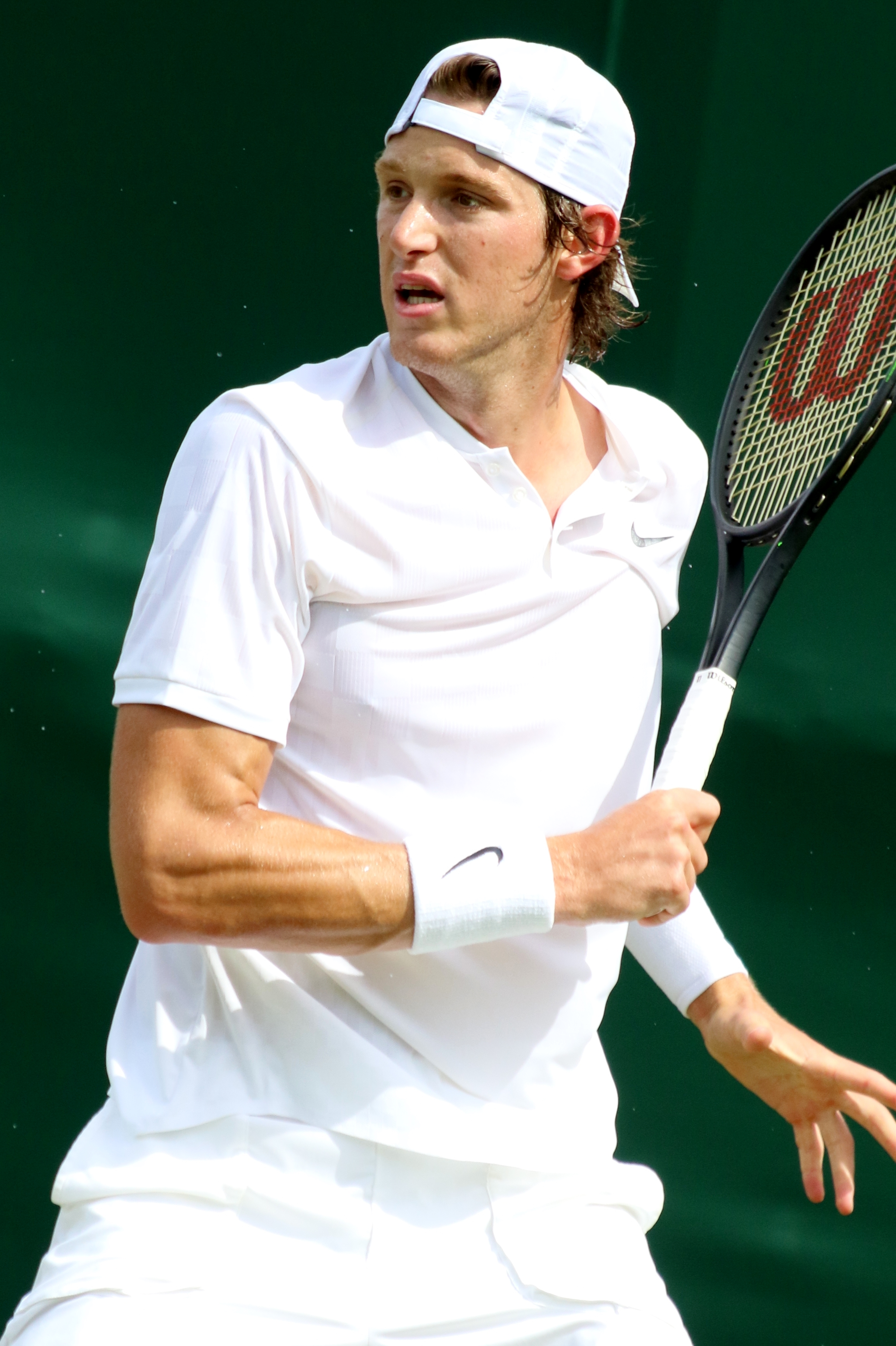
Jarry en Wimbledon 2017

En el Challenger de Morelos Jarry alcanza la final tras dejar en el camino al australiano Jordan Thompson (n.º 67), perdiendo frente a Aleksandr Búblik por un ajustado 6-7 4-6. A la semana siguiente alcanza nuevamente una final en el Challenger de Santiago dejando en el camino a Máximo González y João Souza, y perdiendo ante Rogerio Dutra Silva por 5-7 3-6. En el Challenger de León alcanza las semifinales derrotando igualmente a Tennys Sandgren y Vasek Pospisil (ex n.º 25).
En mayo de 2017 se clasifica por primera vez al cuadro principal de un torneo Grand Slam, tras superar las tres rondas de clasificación de Roland Garros, ante rivales como Facundo Bagnis. Fue derrotado en primera ronda por Karén Jachánov. A la semana siguiente continúa con su buen juego derrotando al campeón defensor Mijaíl Kukushkin n.º 85 en el ranking, en el Challenger de Prostějov. También clasifica por primera vez a Wimbledon siendo derrotado por Gilles Simon en primera ronda.
En el Challenger de Medellín logra su primer título en la categoría, derrotando en la final a João Souza por 6-1 3-6 7-6. En el Challenger de Santo Domingo logra llegar a semifinales tras derrotar a Guido Pella. En el Challenger de Quito Jarry derrota a Víctor Estrella en semifinales y a Gerald Melzer en la final por 6-3 6-2 logrando su segundo título. Luego de una gira por Asia sin lograr superar las clasificaciones de torneos ATP, participa en el Challenger de Santiago 2, donde derrota a Thiago Monteiro en semifinales y a Marcelo Arévalo en la final por 6-1 7-5 logrando su tercer título Challenger del año. Luego de 3 títulos en 5 finales de Challenger en 2017 la "torre" avanza 300 puestos en el ranking ATP, pasando del lugar n.º 400 al n.º 100 al terminar la temporada, y alcanzando el lugar n.º 99 durante noviembre entrando así por primera vez al Top 100 con 22 años.

#### 2018: Primera final ATP

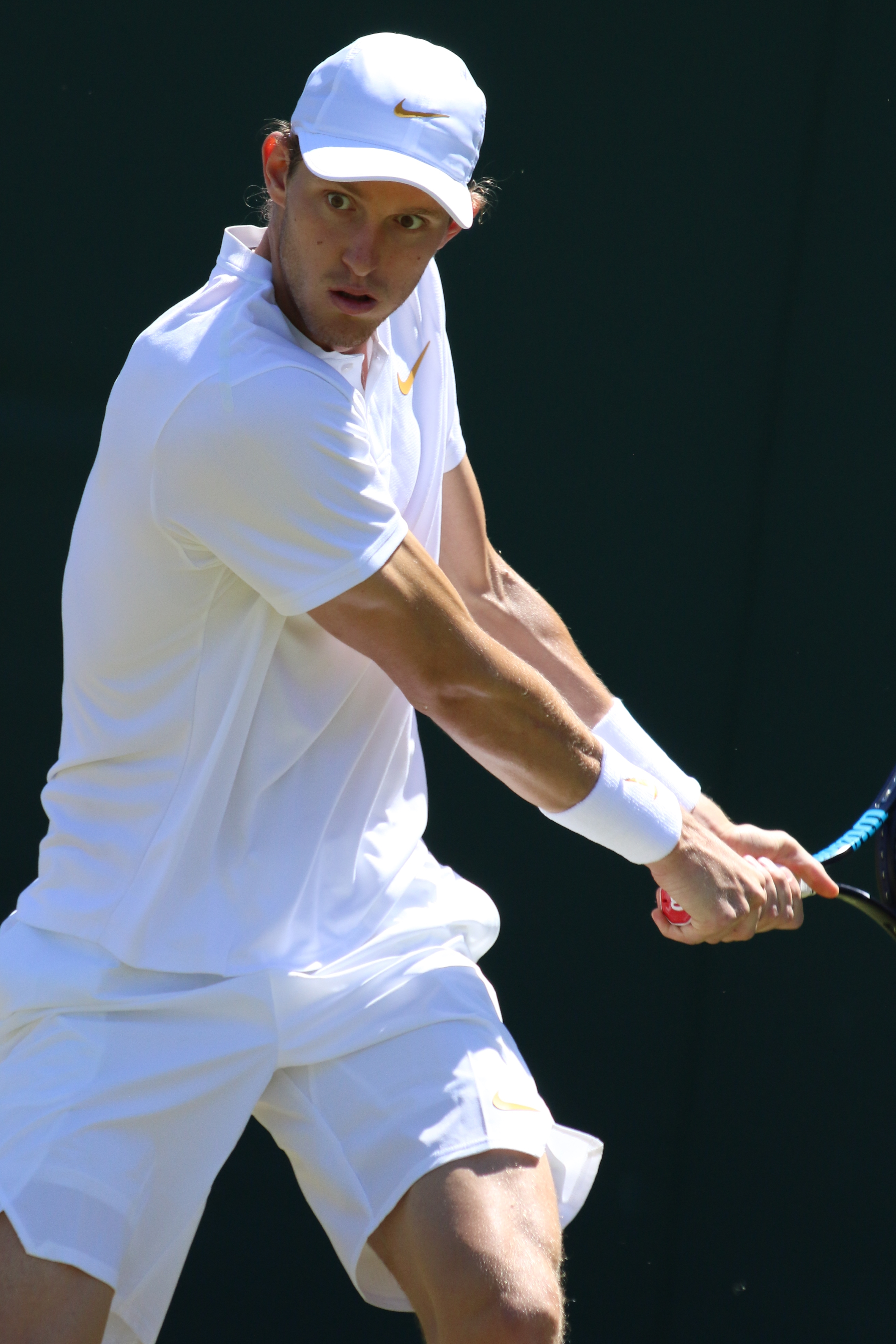
Jarry en Wimbledon 2018

Comienza la temporada 2018 en el Torneo de Pune derrotando al español Pablo Andújar ex 32°, perdiendo en segunda ronda contra Robin Haase. Clasifica por primera vez de forma directa a un Grand Slam, al Abierto de Australia 2018 donde es derrotado en primera ronda por Leonardo Mayer. En el Torneo de Ecuador derrota a Facundo Bagnis y Stefano Travaglia, y pierde con Roberto Carballés quien ganaría el torneo, luego de estar 5-4 en el tie break del tercer set y con dos saques, llegando igualmente a los primeros cuartos de final de un torneo ATP 250. En dobles junto a su compatriota Hans Podlipnik se coronó campeón, derrotando a la dupla de Austin Krajicek y Jackson Withrow por 7-6(6), 6-3.
En el Torneo de Río de Janeiro logra derrotar al experimentado español Guillermo García-López n.º 67 del ranking (ex 23°) 6-3 7-6 en primera ronda, logrando su primer triunfo en torneos de categoría ATP 500. En octavos de final enfrentó al español especialista en arcilla Albert Ramos n.º 19 del ranking (su primera victoria ante un tenista Top 20), y lo derrota 7-5 6-3 logrando su mejor victoria ATP hasta el momento. En cuartos de final enfrentó al uruguayo Pablo Cuevas n.º 33 del ranking ATP ganándole por 7-5 6-3 y alcanzando sus primeras semifinales ATP. Posteriormente sería derrotado por Diego Schwartzman n.º 23 del ranking ATP quien ganaría el torneo. La semana siguiente participó en el Torneo de São Paulo donde derrotó a Dušan Lajović, Guido Pella, Albert Ramos, Horacio Zeballos (logrando tres remontadas de set en contra consecutivas), para alcanzar su primera final ATP ante el experimentado italiano Fabio Fognini n.º 20 del ranking. Luego de ganar el primer set 6-1, el italiano logró remontarlo y se quedó con el título. De esta manera se transforma en el primer chileno en alcanzar una final ATP desde Fernando González en Torneo de Viña del Mar 2009. Igualmente Jarry termina una espectacular gira latinoamericana logrando cuartos de final, semifinal, y final consecutivamente, alcanzando el puesto n.º 61 del ranking ATP, y alcanzando el puesto n.º 16 de la carrera ATP (es decir en lo que va del año 2018). El 19 de marzo se clasificó por primera vez de forma directa a un torneo Masters 1000 en Miami, donde enfrentó al británico Cameron Norrie en primera ronda, logrando su primera victoria en torneos Masters 1000. En segunda ronda enfrentó a Diego Schwartzman, en lo que se ha llamado la previa de próxima serie de la Copa Davis con Argentina, siendo derrotado en 2 sets. En el Torneo de Estoril derrotó en primera ronda a Leonardo Mayer luego de superar 6 match points en contra en el segundo set. Superó a Ricardo Ojeda en segunda ronda y posteriormente perdió en 3 sets ante el n.º 11 Pablo Carreño en cuartos de final. En el Masters de Roma derróto a Nicolás Kicker y a João Sousa en la clasificación, para una vez en el cuadro principal ser derrotado nuevamente por Diego Schwartzman, quien se ha denominado por la prensa como su "bestia negra", pues acumula 4 derrotas en solo 4 meses. En el Torneo de Roland Garros es derrotado en 5 apretados sets ante el n.º 57 del ranking Jared Donaldson en primera ronda.
Tras el Abierto de Francia, Jarry se trasladó a Eastbourne, donde cayó en primera ronda del ATP 250 de esa localidad ante el alemán Mischa Zverev por 6-3 1-6 y 6-4. LLegó a Wimbledon y logró romper su racha de derrotas en GS, donde venció al finalista del Masters de París-Bercy en 2017, Filip Krajinovic. Sin embargo, en la siguiente ronda, cayó ante el estadounidense Mackenzie McDonald.
Tras su participación en el césped inglés, Jarry viajó a Umag, donde cayó estrepitosamente ante el eslovaco Martin Klizan por 6-2 y 6-0. A pesar de eso, viajó a Alemania a disputar el ATP 500 de Hamburgo, donde llegó a semifinales y obtuvo, hasta ese momento, el mejor triunfo de su carrera, donde venció por doble 7-6 al número 8 del mundo ese entonces, Dominic Thiem. En Kitzbuhel también llegó a semifinales, donde cayó ante el uzbeko Denis Istomin, dando por finalizada su gira por arcilla.
En preparación para el último Grand Slam del año, Nicolás disputó el torneo ATP 250 de Winston-Salem, donde llegó a la fase de cuartos de final, venciendo a Andreas Seppi y Jan-Lennard Struff, pero cayendo ante Taro Daniel, jugador que quedaría eliminado en semifinales. El US Open venció en primera ronda al alemán Peter Gojowczyk en cuatro sets. En segunda ronda, se enfrentaría al local John Isner, primera carta del país norteamericano, con quien caería en 5 ajustados sets, demostrando un gran juego de servicio y drives.
Sus buenos participaciones lo llevarían a ser convocado por John McEnroe, como suplente, a la Laver Cup 2018, que tendría sede en Chicago. Su equipo, el del Resto del Mundo, caería ante el equipo Europeo, con Federer y Djokovic como máximos referentes. A pesar de no sumar partidos, jugó el ATP de Tokio, donde se le notó la falta de juego y que caería ante Paire, su rival en el ATP 500 de Barcelona. Tras eso, se trasladó al Masters 1000 de Shanghái, donde llegó a octavos de final, venciendo a Mischa Zverev en primera ronda y superando al sexto del mundo, Marin Čilić, en lo que se convertiría en el mejor triunfo de su carrera. En octavos caería ante Kyle Edmund, por dos sets, justo en el día de su cumpleaños. Finalizó la temporada en el puesto n.º 43.

#### 2019: Primer título ATP y Top 40

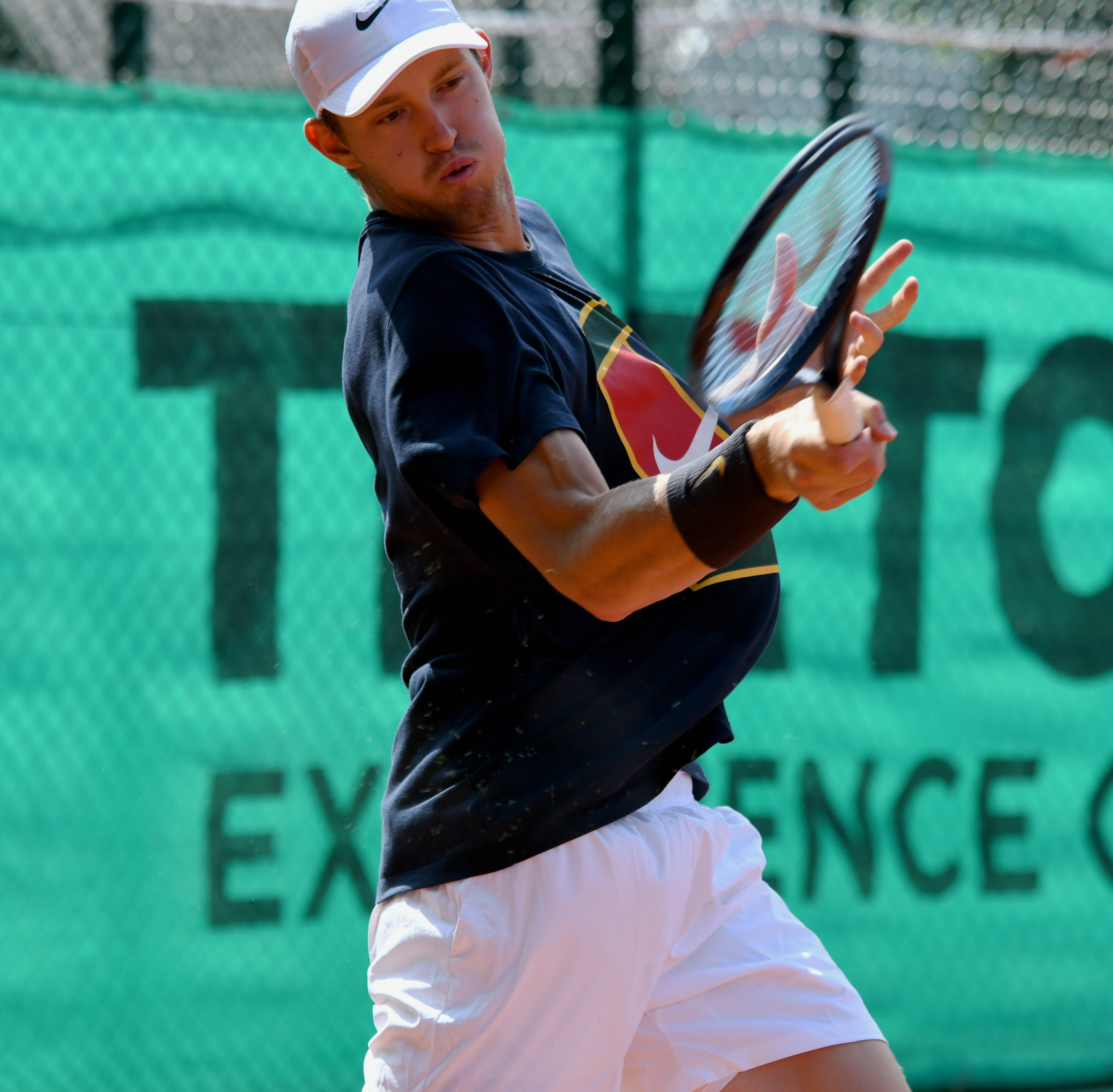
Jarry durante el Torneo de Bastad 2019, donde logró su primer título.

Comenzó la temporada con un triunfo ante Robin Haase en el Torneo de Doha. En segunda ronda cayó ante triple campeón de Grand Slam Stan Wawrinka en sets corridos. En el Abierto de Australia se enfrentó por segundo año consecutivo a Leonardo Mayer, perdiendo en 4 apretados sets. Inició la gira sudamericana de polvo de ladrillo en el Torneo de Córdoba, enfrentando al argentino Juan Ignacio Lóndero, siendo sorprendentemente es derrotado en sets corridos. Posteriormente en el Torneo de Buenos Aires pierde ante Lorenzo Sonego en primera ronda, y frente a Roberto Carballés (desperdiciando dos puntos de partido) y Álex de Miñaur en Río de Janeiro y Acapulco respectivamente. Consecuencia de aquello cae hasta el puesto n.º 86 del ranking ATP, perdiendo el n.º 1 de Chile en manos de Garín. En el Masters de Indian Wells enfrentó a Frances Tiafoe ganando en 3 sets y cortando así su racha de 4 derrotas consecutivas. En la siguiente ronda enfrentó a Kyle Edmund cayendo inapelablemente. Jarry decide jugar el Challenger de Phoenix la segunda semana de Indian Wells, derrotando a Peter Polansky y Taro Daniel, y perdiendo ante Mijaíl Kukushkin, n.º 43 del ranking ATP, en cuartos de final.
En el ATP 500 de Barcelona Jarry pierde ante Marcel Granollers en la ronda final de la calificación, sin embargo logra entrar al cuadro principal como "lucky loser". En primera ronda enfrentó curiosamente al mismo Granollers, y esta vez derrotándolo. En segunda ronda se encontró con el segundo cabeza de serie y n.º 3 del mundo Alexander Zverev derrotándolo en tres apretados sets y logrando así el mejor triunfo de su carrera. Dos días después, superó en tres sets al búlgaro Grigor Dimitrov, ex número 3 del ATP, instalándose así en cuartos de final del torneo. En estos enfrentó a Daniil Medvedev siendo derrotado en dos sets. En el Torneo de Ginebra derrotó a Matthew Ebden, Denis Kudla, Taro Daniel y a Radu Albot instalándose en s primera final del año ante Alexander Zverev. En un cerrado partido que se definió en el tie breake del tercer set, Jarry remontó 3 puntos de partido en contra para luego tener dos a su favor, sin embargo es finalmente derrotado.
En el torneo de Roland Garros se encontró con el experimentado argentino Juan Martín del Potro en primera ronda, siendo derrotado en cuatro sets.

#### 2020: Sanción y pandemia
Comenzó el año jugando la Copa ATP, el 3 de enero en Brisbane, Australia, por el grupo A, competición en la que el equipo chileno no lograría pasar la primera ronda.
La temporada 2020 de Jarry en el circuito ATP, comenzó en Australia, en la qualy del Torneo de Adelaida, instancia en la que derrotó primero a John-Patrick Smith por un doble 6-3, para luego caer derrotado ante Tommy Paul por un 6-3 y 6-2, no logrando clasificar al cuadro principal de este torneo.
El día 20 de abril la ITF dio a conocer una sanción de 11 meses de suspensión en contra de Nicolás, debido a la presencia de sustancias prohibidas detectadas en el control de doping realizado durante las finales de la Copa Davis el año anterior, además de la devolución US$ 264.415 obtenidos como premios durante ese período.
Tras 11 meses de sanción por dopaje y luego de perder su ranking, Nicolás volvió a las canchas el 23 de noviembre, luego de recibir una Wild Card para el Challenger de Lima, Perú.
En su debut se enfrentó al local Nicolás Álvarez (350°), pero terminó cayendo en 3 sets por parciales de 2-6, 6-2 y 2-6.
A la semana siguiente, recibió una Wild Card para un M15 en Santo Domingo, República Dominicana. Debutó ante el estadounidense Zane Khan (980°), pero cayó por un doble 6-4.
La primera semana de diciembre, jugó su segundo M15 en Santo Domingo, gracias a una nueva Wild Card otorgada por la organización, y esta vez su rival fue el estadounidense Felix Corwin (512°), pero tampoco pudo conseguir un triunfo y terminó cediendo por parciales de 7-6(4), 4-6 y 6-3.

#### 2021: Regreso al circuito
Comenzó su temporada a mediados de febrero en el Challenger 80 de Concepción, Chile, al que llegó por medio de una Wild Card otorgada por la organización. Sólo pudo ganar el primer partido en el torneo ante el argentino Camilo Ugo Carabelli (349°) por parciales de 6-1, 6-7 y 6-2, pero fue suficiente para recuperar su ranking ATP y asegurar el puesto 1.165°.
La semana siguiente por medio de una nueva Wild Card al MD debutó en el ATP 250 de Córdoba, Argentina, en dónde se enfrentó al español Jaume Munar (104°) derrotándolo por parciales de 5-7, 7-6 y 6-4.

#### 2022: Top 120

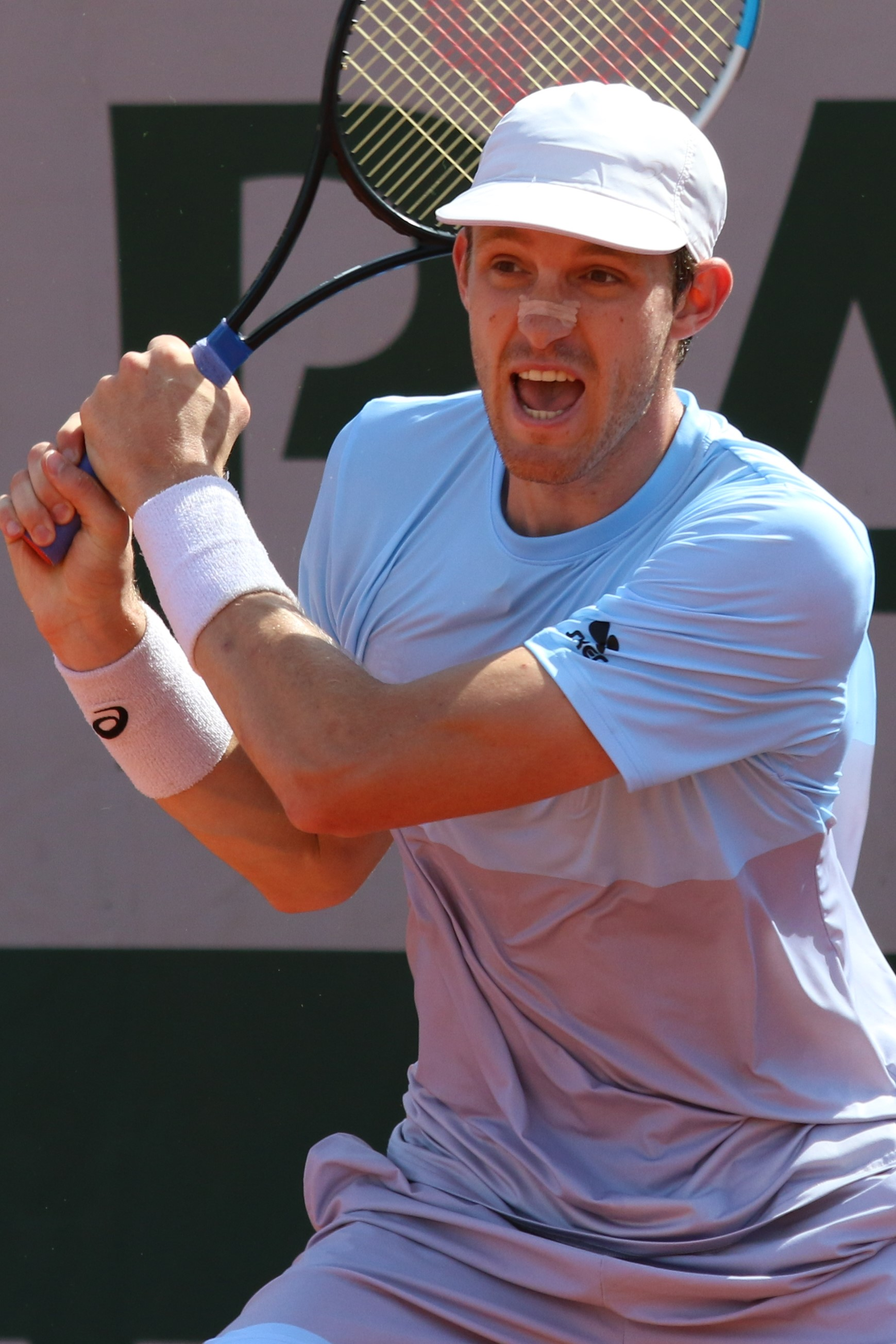
En Roland Garros 2022

Durante el primer semestre mostró una gran mejora en su juego, manteniéndose varias semanas dentro del top 150 del ranking ATP. Estas mejoras dieron resultados positivos tanto en singles como en dobles. En el mes de abril, se coronó campeón de dobles del Challenger 125 de Ciudad de México, junto al brasileño Matheus Pucinelli de Almeida, venciendo por parciales de 6-2 y 6-3 a la pareja compuesta por el neozelandés Artem Sitak y el francés Jonathan Eysseric.
En el mes de mayo logró entrar a la qualy del Grand Slam Roland Garros 2022, mostrando comodidad y un saque certero durante las primeras rondas clasificatorias. En la tercera y última ronda de la qualy, Nicolás enfrentó al peruano Juan Pablo Varillas, contra quien cayó por parciales de 7-5, 4-6 y 6-7.
En el Torneo de Gstaad Jarry logra superar la clasificación y alcanzar los cuartos de final al derrotar a Thiago Monteiro y Yannick Hanfmann en las dos primeras rondas, y perdiendo con Albert Ramos en tres apretados sets donde además desperdició un punto de partido.

### 2023ː Vuelta al Top 100, dos títulos ATP y Top 20
Jarry comenzó el año jugando el Challenger de Canberra, Australia. Ahí cayó en primera ronda ante el suizo Leandro Riedi por doble 7-6 el día 2 de enero. Posteriormente, jugó el Abierto de Australia, entrando a este vía qualy, superando sin inconvenientes las primeras tres rondas clasificatorias del primer Grand Slam del año. El 18 de enero, cae ante el estadounidense Ben Shelton por un reñido 7-5, 7-5 y 7-6. Al final de esta gira australiana, Jarry quedó en el lugar 126° del ranking ATP.
Tras el parón de febrero por Copa Davis, Jarry afrontó la gira sudamericana, comenzando con el Torneo de Buenos Aires, competición en la que caería en la qualy ante el brasileño Felipe Meligeni por parciales 7-6 y 6-4. Tras esto llegaría su gran semana en el Torneo de Río de Janeiro, en el cual demostró un nivel destacable ante rivales complicados, dejando en el camino fácilmente, primero a Camilo Ugo Carabelli (6-1, 6-2) y después a Juan Manuel Cerúndolo (6-2, 6-3) en la qualy. Ya en el cuadro principal, continuó con el buen nivel y no tuvo problemas para vencer a Lorenzo Musetti (6-4, 6-1), Pedro Martínez (6-2, 6-2) y Sebastián Báez (6-3, 7-6).
Ya en semifinales del ATP de Río de Janeiro, el 25 de febrero pierde ante el entonces N°2 del mundo, Carlos Alcaraz, siendo su nivel elogiado por la crítica y por el propio Alcaraz. Si bien, Jarry comenzó ganando el primer set por 7-6, el buen juego propuesto por Alcaraz logró nivelar el partido, ganando el segundo set por 7-5, lo que de paso hizo que Jarry cayera presa del cansancio acumulado al haber llegado a esta instancia desde la qualy. Ya en el tercer set, el cansancio se hizo patente aun más en el chileno y junto con el nivel demostrado Alcaraz, las acciones terminaron en un categórico 6-0 en favor del español, quien avanzó a la final, perdiendo ante el británico Cameron Norrie al día siguiente. Tras su participación en Río, quedó ubicado en el puesto 87° del ranking ATP.
Inmediatamente después juega el ATP 250 de Santiago. Dado que la semana anterior estaba disputando el Torneo de Río de Janeiro, ingresó en primera ronda como Special Exempt, imponiéndose al peruano Juan Pablo Varillas por 7-6 y 6-4; en octavos de final vence al argentino Diego Schwartzman -quien en reiteradas ocasiones intentó sacar de concentración a Jarry con airados reclamos al juez de silla, dada las constantes interrupcones del público en San Carlos de Apoquindo- por 6-4, 4-6 y 7-6, con Jarry demostrando solidez en el tiebreak (7-2); en cuartos al alemán Yannick Hanfmann por 3-6, 6-3 y 6-4. Ya en semifinales, derrota en un disputado partido al español Jaume Munar por 1-6, 7-6 y 6-1. El 5 de marzo, se impuso en la final al argentino Tomás Etcheverry por parciales 6-7, 7-6 y 6-2, marcando así un gran inicio de año para Nicolás, quedando en el puesto 52° del ranking ATP.
En el Torneo de Ginebra enfrentó un durísimo cuadro, venció en primera ronda a Dušan Lajović, en segunda a Tallon Griekspoor por walkover, en cuartos de final a Casper Ruud a quien venció en tres sets, en semifinales a Alexander Zverev en sets corridos, y en la final a Grigor Dimitrov por 7-6 6-1 para coronarse en su tercer ATP 250.
En el torneo de Roland Garros derrotó a Hugo Dellien en primera ronda, a Tommy Paul en segunda, a Marcos Giron en tercera, para alcanzar sus primeros octavos de final en Grand Slam perdiendo finalmente ante Casper Ruud. En el Masters de Shanghai derrotó a Térence Atmane, luego al italiano Lorenzo Sonego, y luego al argentino Diego Schwartzman en octavos, alcanzando su primeros cuartos de final en torneos Masters 1000, posteriormente perdiendo con Grigor Dimitrov.

### 2024ː Primera final en Masters 1000, mejor ránking y problemas de salud
En el Torneo de Buenos Aires logra derrotar al veterano Stan Wawrinka en segunda ronda, al local Tomás Etcheverry en cuartos de final, y al español número 2° del mundo Carlos Alcaraz en semifinales. Finalmente perdió la final ante el argentino Facundo Díaz.  
En el Masters 1000 de Miami venció al británico Jack Draper, al brasileño Thiago Seyboth Wild y al noruego, número 9° del mundo Casper Ruud, para alcanzar sus segundos cuartos de final en Masters 1000, donde fue finalmente derrotado por Daniil Medvedev, número 4° del ranking.
Luego de 3 derrotas en primera ronda de los torneos de Montecarlo, Barcelona y Madrid, en el Masters 1000 de Roma tuvo una extraordinaria participación. Derrotó los italianos Matteo Arnaldi y Stefano Napolitano en segunda y tercera ronda, al francés Alexandre Müller en octavos de final, al griego número 8 del ránking mundial Stefanos Tsitsipas en cuartos de final, al estadounidense número 14 Tommy Paul en semifinales con resultado de 6-3, 6-7, 6-3  en más de 2 horas de partido. Llegó a su primera final de Masters 1000, donde perdió ante el alemán de 27 años Alexander Zverev, el 6° mejor rankeado de la ATP, en dos apretados sets. Gracias a esto alcanzó su mejor ránking ATP en el puesto número 16°, lo que lo transforma en el sexto mejor rankeado de la historia del tenis chileno, superando a Cristian Garín (17°), y el cuarto tenista en alcanzar una final de la categoría.
En Roland Garros no logra mantener este nivel y es derrotado en primera ronda por el francés Corentin Moutet en cuatro sets, al igual que en los cuartos de final del Torneo de Santiago en febrero. Jarry señalaría posteriormente que "Es difícil jugar contra alguien que tiene tantas variantes de juego, y con todo el público en contra”.
Durante junio dio a conocer que estaba sufriendo de vértigo por lo que estaría en reposo, posteriormente su diagnóstico sería de Neuritis vestibular. Igualmente logró participar en Wimbledon donde perdió en primera ronda ante el canadiense ex top 10 Denis Shapovalov en tres sets.

## Copa Davis
De momento lleva 15 nominaciones al Equipo de Copa Davis de Chile, habiendo jugado 31 partidos, ganando en 18 (12 en singles y 6 en dobles) y habiendo perdido 8 encuentros (9 en singles y 4 en dobles).
- Debut: septiembre de 2013 contra República Dominicana derrota en dobles junto a Jorge Aguilar por 6-7, 4-6 y 4-6 ante Víctor Estrella y José Hernández.

### 2013
En septiembre de 2013, es nominado por primera vez al equipo chileno de Copa Davis, para afrontar la serie ante República Dominicana. Debutó el 14 de septiembre en el dobles junto a Jorge Aguilar en el tercer, debutó con una derrota a Víctor Estrella y José Hernández por durísimos parciales 7-6(10), 6-4 y 6-4 en 2 horas y 35 minutos, y Chile perdía 3-0 la serie y descendía a la Zona Americana II (Tercera división del Tenis mundial). Al día siguiente jugó el cuarto punto contra Ricardo Cid, derrota por 6-4 y 2-2 y retiró de Jarry debido a cansancio, malestares y vómito. 

### 2014
Estuvo todo 2014 fuera del equipo chileno debido a sus lesiones.

### 2015
En marzo de 2015, Jarry vuelve al equipo nacional en la serie ante Perú por la Zona Americana II de la Copa Davis, en la que gana sus dos puntos. Chile terminaría derrotando 5-0 al equipo peruano. Disputó el segundo punto ante Juan Pablo Varillas el 6 de marzo, sólida victoria por 6-2, 6-2, 3-6 y 7-6(3) jugando un buen partido en 2 horas y 20 minutos. También disputó el cuarto punto, derrotando a Duilio Vallebuona por 7-5 y 6-2.
En julio de 2015, Chile enfrentaba a México por la Zona Americana II triunfo por 5-0 y Jarry cerró la serie junto a Hans Podlipnik en dobles, tras derrotar a Daniel Garza y Gerardo López Villaseñor por 6-1, 6-4, 6-4 en Coliseo La Tortuga de Talcahuano.
No estuvo en la final de la Zona Americana II 2015 ante Venezuela, triunfo por 5-0 en el Club Palestino. Nicolás no jugó producto de una lesión.

### 2016
Tampoco estuvo en la serie ante República Dominicana (triunfo por 5-0) por una fractura en la muñeca.
En julio de 2016 Chile jugaba la final de la Zona Americana I 2016. Y Jarry regresaba al equipo chileno después de 1 año. Abrió la serie ante Santiago Giraldo en canchas iquiqueñas, la astucia (o trabajo mental) que hizo el colombiano contra Jarry fue suficiente para vencerlo en 3 mangas (6-2, 6-4 y 6-3) en 2 horas y 17 minutos. Al día siguiente, el 17 de julio la "Torre" tendría su revancha junto a Podlipnik en dobles derrotaron a los colombianos Juan Sebastián Cabal y Robert Farah en 5 sets (6-4, 2-6, 6-2, (4)6-7 y 7-6(5)) en 4 horas y 26 minutos, Chile ganaba un partido clave y desequilibrante ya que dejaba la serie 2-1 a su favor, después Lama vencería a Giraldo en dos sets.
En septiembre del mismo año se jugaba la Repechaje Grupo Mundial 2017 ante Canadá en Halifax, derrota por 5-0 y Jarry jugó dos puntos. El primero ante Vasek Pospisil en un partido disputado el chileno cayó en 4 sets por 6-1, 5-7, 7-6(2) y 6-3 en 2 horas y 39 minutos, la serie quedaba 2-0 a favor de los norteamericanos, el 17 de septiembre con Hans Podlipnik perdieron contra Pospisil y Adil Shamasdin por 6-3, 6-4 y 7-6(6) en 1 hora y 55 Minutos.

### 2017
En febrero de 2017 el Equipo Chileno iniciaba la Zona I Americana 2017 ante República Dominicana en Santo Domingo.
Jarry abría la serie ante José Hernández triunfo en 3 sets (6-2, 7-5 y 6-3), después en el dobles junto a Podlipnik vencieron a la dupla caribeña Hernández / Cid por 6-2, 6-4, 6-3 y cerraban la serie 3-0 a favor de Chile. Finalmente en el quinto punto venció a Nick Hardt por doble 6-3 y la serie terminaba 5-0.
En abril el equipo nacional debía viajar a Medellín para enfrentar a Colombia en "La Revancha" según muchos medios colombianos.
El 7 de abril Jarry abría la serie y volvía a verse las caras con Santiago Giraldo en un partido más parejo. La Torre cayó por 4-6, 6-2, 6-2, 7-6(7) en 2 horas y 45 minutos y Colombia quedaba 1-0 arriba.
Al día siguiente en el dobles el binomio nacional Jarry-Podlipnik volvía a enfrentarse ante Juan Sebastián Cabal y Robert Farah en un duelo con sabor a revancha los colombianos vencieron por 7-6(3), 3-6, 6-3 y 6-1. Finalmente Giraldo vencería a Christian Garín en 5 y terminaría con el sueño chileno.

### 2018
En febrero de 2018, el Equipo Chileno debía enfrentarse a su par de Ecuador en el Court Central Anita Lizana por la primera ronda de la Zona 1 Americana con Jarry como principal figura (98° en el ranking ATP).
En el primer día, Jarry abriría la serie enfrentando a Iván Endara (597°) venciéndolo con facilidad por 6-2 y 6-3 en una hora de partido, al día siguiente junto a Hans Podlipnik vencieron a Diego Hidalgo y Roberto Quiroz en un estrecho partido, ganando por 7-6(6) y 7-6(5) en casi dos horas de partido, donde a La Torre se le vio algo desenfocado yendo de menos a más.
El mismo día con solo 45 minutos de descanso, debía jugar el cuarto punto frente al número uno ecuatoriano Roberto Quiroz, en el duelo de la serie (ya que se enfrentaban los dos números uno del país) Nicolás venció en un trabajado partido por 6-4 y 7-6 (8-6 el tiebreak) dándole el tercer y definitivo punto a Chile, además ganando sus tres duelos (2 en singles y 1 en dobles).
En abril, Chile debía enfrentarse a Argentina por la Final de la Zona Americana I en el Estadio Aldo Cantoni en San Juan, a 18 años de la última serie también conocida como La tarde de los Sillazos Jarry abriría la serie (64° del ranking ATP y n.º 1 de Chile) ante el debutante Nicolás Kicker (87° del Ranking ATP y n.º 2 de Argentina), en el primer juego del primer set Jarry perdería su servicio de entrada lo que le terminó constando el primer parcial por 6-4, ya en el segundo el partido sería más parejo donde todo tuvo que definirse en un tie-break donde el chileno fue más y ganó por un estrecho 8-6, en el tercer set Jarry quebraría el primer juego de Kicker con lo que sacaría ventaja de 2-0, después volvería a romper el servicio de su rival y se pondría 4-1 arriba, para finalmente ganar por 4-6, 7-6(6) y 6-2 en 2 horas y 15 minutos dándole el primer punto a Chile en la serie.
Al día siguiente, el 7 de abril El Príncipe disputaría el clásico tercer punto de dobles junto a Hans Podlipnik enfrentándose a los argentinos Máximo González y Guido Pella, en el primer set luego de 12° juegos muy parejos no hubo quiebres por lo que el primer parcial tuvo que a un tiebreak donde los chilenos tuvieron 2 sets points pero no los supieron aprovechar y la dupla Pella-González ganó por 9-7 en una hora y 16 minutos, luego en el segundo set Chile quebraria en el momento justo el saque de González para ganar el set por 7-5 en una hora y enviar todo a un tercer set, en el último y definitivo set la dupla chilena quebró en el sexto juego tras un pelota a la red de Pella, quedando 4-2 y saque en el marcador, para terminar llevándose el partido por (7)6-7, 7-5 y 6-3 en tres horas de partido, sumando el segundo punto en la serie y a uno de lograr la hazaña.
55 minutos después del duelo de dobles Jarry nuevamente salía a la cancha para jugar el cuarto punto ante el 15° del mundo Diego Schwartzman por tercera vez en la temporada (ambos triunfos del bonaerense en Miami por 6-3, 6-1 y Río de Janeiro por 7-5, 6-2), cayendo por doble 6-4 en una hora y 45 minutos donde a Nicolás se le vio impreciso y algo fatigado producto de las 3 horas de partido en el dobles, quedando la serie 2-2 y todo se definía en el quinto punto, finalmente Guido Pella vencería a Garín por 6-3 y 7-6.

### 2019
En la serie de repechaje para el grupo mundial ante Austria, Jarry enfrentó a Dennis Novak y a Jurij Rodionov, ganando ambos partidos de individuales, y finalmente ganando la serie 3-2 clasificándose para la fase final del nuevo formato de la Copa.

### 2020
Por una penalización antidopaje aplicada a Jarry, sumado a los efectos en el ranking por la pandemia de COVID-19, cae alrededor de 900 puestos en el ranking ATP.

### 2021
Participó en el Grupo Mundial I, en la serie contra Eslovaquia, disputada entre el 17 y 18 de septiembre. perdiendo contra Norbert Gomboš. El resultado global de esta llave fue favorable para Eslovaquia por 3-1.

### 2022
El 4 de marzo derrotó al esloveno Bor Artnak por 6-3, 3-6 y 7-5, en un encuentro válido por los play-offs del Grupo Mundial I, en Viña del Mar. El resultado global de esta llave fue de 4-0 a favor de Chile, instancia que marcó también el debut en Copa Davis del chileno Diego Fernández.
Participó en la fecha correspondiente al Grupo Mundial I contra Perú, disputada en Lima los días 17 y 18 de septiembre. En ella, el día 17, jugó por el segundo punto -tras la victoria de Alejandro Tabilo ante Nicolás Álvarez- cayendo ante Juan Pablo Varillas por 7-6, 1-6 y 6-4. El 18 de septiembre, Jarry y Tabilo afrontaron el partido de dobles ante Galdós y Huertas del Pino, con un triunfo categórico de los forasteros por 6-4 y 6-2, desequilibrando a su favor el marcador global que quedaba hasta ese momento en 2-1 para los chilenos. El cuarto punto, disputado entre Varillas y Tabilo, fue una victoria para el peruano en tres sets, dejando la serie nuevamente igualada, recayendo en Jarry la responsabilidad de ganar la serie por el paso a la fase clasificatoria de febrero de 2023. En el quinto punto, Nicolás venció sin problemas a Álvarez por un contundente 6-3 y 6-0, definiendo así la serie en favor de Chile, demostrando un gran nivel individual.

### 2023
El 4 y 5 de febrero, el equipo chileno se midió ante Kazajistán, séptimo cabeza de serie de la Fase clasificatoria de la Copa Davis 2023. Para esta serie, Chile hizo de local en el Campus Trentino, ubicado en La Serena, dada la imposibilidad de utilizar el Court Central del Estadio Nacional por los preparativos para albergar los Juegos Panamericanos de 2023, a realizarse en Santiago entre octubre y noviembre. La participación de Nicolás ocurrió en el segundo partido, -tras la derrota de Garín ante Skatov por un estrepitoso 6-1 y 6-3- enfrentando a Búblik, venciéndolo por un contundente doble 6-2, emparejando así la serie. Dada la sorpresiva victoria de Barrios Vera y Tabilo ante Golubev y Nedovyesov (estos últimos especialistas en dobles; 48°D y 65°D en ese momento) y la de Garín ante Búblik por parciales 6-4, 3-6 y 6-3, no hubo necesidad de que Nicolás jugara el quinto punto de definición ante Skatov. 
Fue nominado para jugar la fase de grupos de las finales, a disputarse en septiembre en Bolonia, instancia donde Chile quedaría eliminado al caer ante Canadá e Italia, venciendo únicamente a Suecia por 3 a 0. El 12 de septiembre, Jarry jugó la primera serie contra Suecia venciendo sin problemas a Ymer por 6-2 y 6-4.  En la segunda serie, el 15 de septiembre contra Italia, Jarry cayó ante Sonego, quien selló la victoria para Italia por 3-6, 7-5 y 6-4 dada la derrota de Garín ante Arnaldi en el primer partido. En la tercera serie, el día 16 de septiembre ante Canadá, derrotó a Diallo en el segundo turno por doble 6-4, resultado que no le serviría a Chile dada la derrota previa de Tabilo ante Galerneau y la posterior derrota en el dobles de Tabilo y Barrios Vera ante Galarneau y Pospisil. 

### 2024
En la fase clasificatoria jugada en febrero, a Chile le correspondió ser el duodécimo cabeza de serie, jugando como local ante Perú en el Court Central del Estadio Nacional en Santiago. El 4 de febrero, a Jarry le correspondió jugar el segundo punto, enfrentando a Ignacio Buse, luego de la victoria de Tabilo ante Varillas, no pudiendo hacer valer la localía y cayó derrotado ante el peruano por 6-2, 2-6 y 6-3. Tras la derrota de Tabilo y Barrios Vera en dobles ante los hermanos Huertas del Pino, Jarry tuvo que jugar el cuarto punto ante Varillas para empatar la serie el 5 de febrero, tarea que logró sacar adelante al ganar cómodamente por 6-2 y 6-4. La clasificación a las finales llegaría de la mano de Tabilo, quien derrotó a Buse por 2-6, 6-3 y 6-2.
Chile fue emparejado en el grupo C de las finales, instancia jugada en septiembre, concretamente, Jarry no pudo ver acción en las derrotas ante Estados Unidos y Alemania dado que se encontraba aquejado de un diagnóstico de neuritis vestibular, lo cual solo le permitió estar disponible para el partido de dobles ante Eslovaquia, obteniendo la victoria junto a Barrios Vera por 6-4, 63-77 y 77-65 ante la pareja conformada por Gomboš y Klein, llevándose la serie por 2-1 luego de la victoria de Garín y la derrota de Tabilo. 

## Estilo de juego

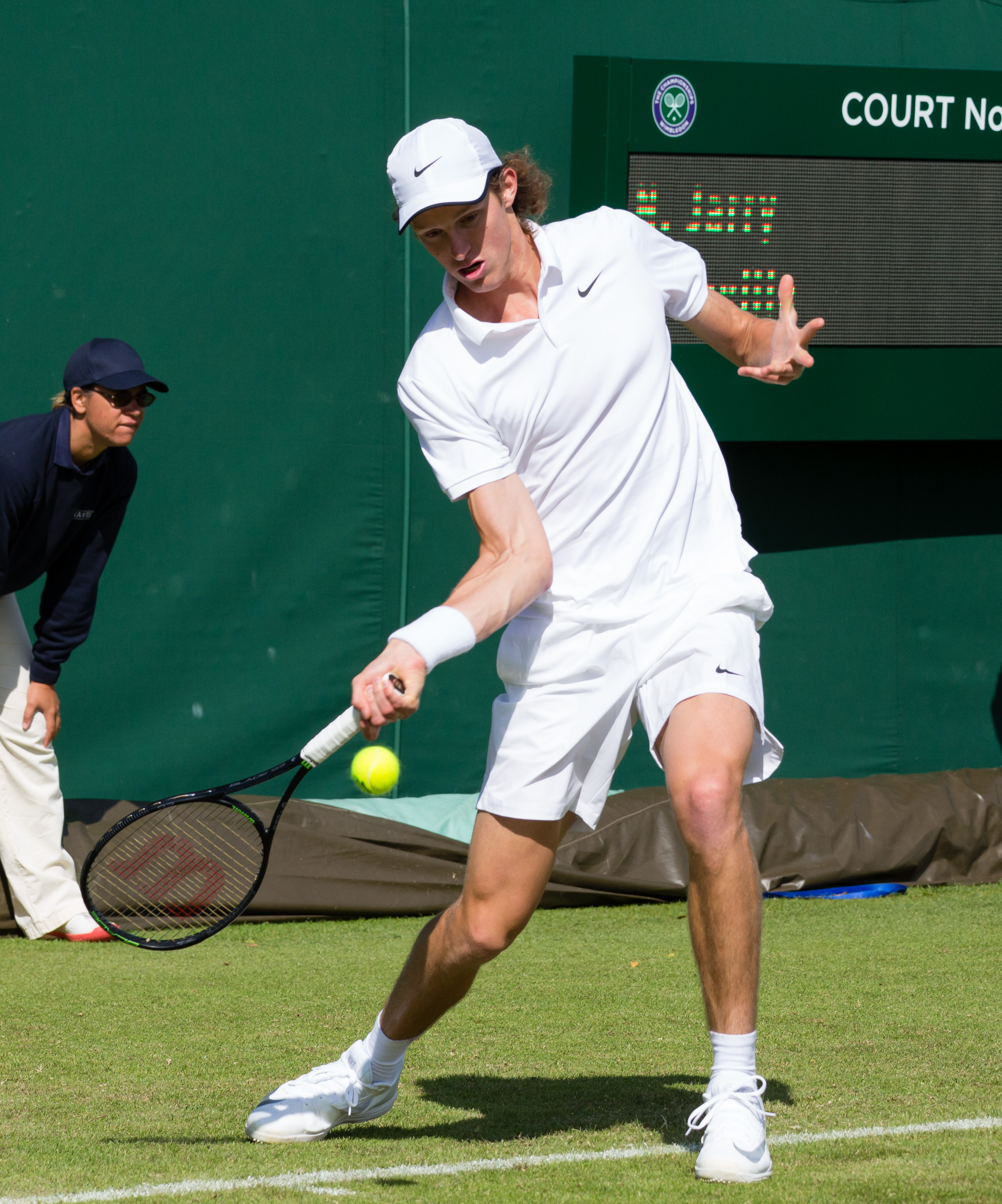
Jarry ejecutando una «derecha de bola baja» en Wimbledon de 2015.

No tiene algún ídolo desde la infancia. Emplea una raqueta del modelo Wilson H22 Pro Stock. Es diestro con revés a dos manos. Jarry es un jugador ofensivo que se caracteriza por tener un saque potente, aprovechando sus casi dos metros de altura, que es una de sus principales fortalezas junto con su potente derecha, con la que alcanza gran porcentaje de golpes ganadores dentro de los partidos, otro elemento a destacar es que Nicolás no tiene problemas para desplazarse dentro de la cancha de lado a lado, ya que a pesar de su altura puede moverse como un jugador de menor estatura, teniendo un estilo muy similar al de Juan Martín del Potro. Prefiere las canchas con superficie de arcilla de polvo de ladrillo, en vista a sus últimos resultados, que lo han llevado a ser uno de los jugadores con más triunfos sobre arcilla durante 2018. Ha logrado el «saque más rápido de Chile en la historia» con 239 km/h en el Challenger de Salzburgo (Austria) en 2021, uno de los 20 más rápidos en la historia del tenis.
Ha sido elogiado por los alguna vez líderes en la Clasificación de la ATP individual: Rafael Nadal, John McEnroe, Roger Federer, Novak Djokovic, Gustavo Kuerten, Carlos Alcaraz y Marcelo Ríos. En el Circuito de la ATP, tiene la paternidad sobre Matteo Arnaldi (3-0) y su bestia negra es Diego Schwartzman (2-5), debido a que neutraliza el «saque supersónico» con una buena «devolución» y lo induce a cometer errores no forzados con peloteos largos.

### Golpes excéntricos
Registró el «saque supersónico»: «servicio» potente que consiste en acortar el armado levantando la raqueta antes de lanzar la pelota, flexionar las piernas para golpear abalanzando el tronco, y saltar apoyado sobre los dedos de los pies —ampliando el ángulo de bote— y forzando principalmente los músculos inferiores —aumentando la precisión al ajustar el impacto y la reacción frente a «devoluciones profundas» al avanzar menos—, que supera los 200 kilómetros por hora —uno de los más veloces en arcilla de la historia—. Lo estrenó oficialmente durante un partido ante Robin Haase en el Complejo Deportivo Shree Shiv Chhatrapati (India) por el Torneo de Pune el 3 de enero de 2018, inspirado por el «saque de mano alta» del voleibol, propiciado por la influencia de emular a sus padres exvoleibolistas y la intención de aprovechar su alta estatura para el tenis según los especialistas (201 centímetros), configurado en 2017 como sugerencia de su entrenador para emplearlo desde su ingreso al Circuito de la ATP y bautizado por el periódico La Tercera como analogía con la velocidad supersónica, alcanzada para romper la barrera del sonido.
Registró el «smash de revés de fondo»: «smash» de alta dificultad que consiste en saltar y responder otro «smash» luego del bote de la pelota en ascenso moviendo vehementemente hacia atrás el brazo con la raqueta levantada y el cuerpo tensado —dando firmeza—, de espaldas en el fondo de la cancha —dirigiéndola mediante la orientación—; improvisando inspirado por el «smash de revés tradicional» del tenis, bautizado en alusión a la ubicación para ejecutarlo y propiciado por la oportunidad de aplicar su alta estatura para el tenis contra un «smash tradicional cruzado» durante un partido ante Tomás Etcheverry en el Monte Carlo Country Club (Francia) por el Masters de Montecarlo el 9 de abril de 2024.

## ATP Tour Masters 1000

### Finalista (1)
| Año  | Torneo | Superficie    | Ind/Outdoor | Oponente en la final | Resultado |
| 2024 | Roma   | Tierra batida | Outdoor     | Alexander Zverev     | 4-6, 5-7  |

## Títulos ATP (5; 3+2)

### Individual (3)
| Leyenda                   |
| Grand Slam (0)            |
| ATP Tour Finals (0)       |
| ATP Tour Masters 1000 (0) |
| ATP Tour 500 (0)          |
| ATP Tour 250 (3)          |

| N.º | Fecha               | Torneo   | Superficie    | Oponente en la final    | Resultado           |
| --- | ------------------- | -------- | ------------- | ----------------------- | ------------------- |
| 1.  | 21 de julio de 2019 | Bastad   | Tierra batida | Juan Ignacio Lóndero    | 7-6(7), 6-4         |
| 2.  | 5 de marzo de 2023  | Santiago | Tierra batida | Tomás Martín Etcheverry | 6-7(5), 7-6(5), 6-2 |
| 3.  | 27 de mayo de 2023  | Ginebra  | Tierra batida | Grigor Dimitrov         | 7-6(1), 6-1         |

#### Finalista (4)
| N.º | Fecha                 | Torneo       | Superficie        | Oponente en la final | Resultado        |
| --- | --------------------- | ------------ | ----------------- | -------------------- | ---------------- |
| 1.  | 4 de marzo de 2018    | São Paulo    | Tierra batida (i) | Fabio Fognini        | 6-1, 1-6, 4-6    |
| 2.  | 25 de mayo de 2019    | Ginebra      | Tierra batida     | Alexander Zverev     | 3-6, 6-3, 6-7(8) |
| 3.  | 18 de febrero de 2024 | Buenos Aires | Tierra batida     | Facundo Díaz Acosta  | 3-6, 4-6         |
| 4.  | 19 de mayo de 2024    | Roma         | Tierra batida     | Alexander Zverev     | 4-6, 5-7         |

### Dobles (2)
| Leyenda                   |
| Grand Slam (0)            |
| ATP Tour Finals (0)       |
| ATP Tour Masters 1000 (0) |
| ATP Tour 500 (1)          |
| ATP Tour 250 (1)          |

| N.º | Fecha                 | Torneo         | Superficie    | Pareja          | Oponentes en la final                  | Resultado           |
| --- | --------------------- | -------------- | ------------- | --------------- | -------------------------------------- | ------------------- |
| 1.  | 10 de febrero de 2018 | Quito          | Tierra batida | Hans Podlipnik  | Austin Krajicek Jackson Withrow        | 7-6(6), 6-3         |
| 2.  | 23 de febrero de 2019 | Río de Janeiro | Tierra batida | Máximo González | Thomaz Bellucci Rogério Dutra da Silva | 6-7(3), 6-3, [10-7] |

## Títulos ATP Challenger Tour (13; 5+8)
| Leyenda             | Individuales | Dobles |
| ------------------- | ------------ | ------ |
| ATP Challenger Tour | 5            | 8      |

### Individuales (5)
| N.º | Fecha                   | Torneo                    | Superficie    | Oponentes             | Resultado        |
| --- | ----------------------- | ------------------------- | ------------- | --------------------- | ---------------- |
| 1.  | 16 de julio de 2017     | Challenger de Medellín    | Tierra batida | João Souza            | 6-1, 3-6, 7-6(0) |
| 2.  | 3 de septiembre de 2017 | Challenger de Quito       | Tierra batida | Gerald Melzer         | 6-3, 6-2         |
| 3.  | 18 de noviembre de 2017 | Challenger de Santiago II | Tierra batida | Marcelo Arévalo       | 6-1, 7-5         |
| 4.  | 26 de abril de 2021     | Challenger de Salinas     | Dura          | Nicolás Mejía         | 7-6(7), 6-1      |
| 5.  | 31 de octubre de 2021   | Challenger de Lima II     | Tierra batida | Juan Manuel Cerúndolo | 6-2, 7-5         |

#### Finalista (5)
| N.º | Fecha                    | Torneo                    | Superficie    | Oponentes           | Resultado        |
| --- | ------------------------ | ------------------------- | ------------- | ------------------- | ---------------- |
| 1.  | 21 de septiembre de 2014 | Challenger de Quito       | Tierra batida | Horacio Zeballos    | 4-6, 6-7(9)      |
| 2.  | 25 de febrero de 2017    | Challenger de Morelos     | Dura          | Aleksandr Búblik    | 6-7(5), 4-6      |
| 3.  | 11 de marzo de 2017      | Challenger de Santiago    | Tierra batida | Rogério Dutra Silva | 5-7, 3-6         |
| 4.  | 3 de mayo de 2021        | Challenger de Salinas II  | Dura          | Emilio Gómez        | 6-4, 6-7(6), 4-6 |
| 5.  | 22 de agosto de 2021     | Challenger de Lüdenscheid | Tierra batida | Daniel Altmaier     | 6-7(2), 6-4, 3-6 |

### Dobles (8)
| N.º | Fecha                 | Torneo                         | Superficie    | Pareja                       | Oponentes en la final               | Resultado           |
| --- | --------------------- | ------------------------------ | ------------- | ---------------------------- | ----------------------------------- | ------------------- |
| 1.  | 14 de abril de 2014   | Challenger de Santiago         | Tierra batida | Christian Garin              | Jorge Aguilar Hans Podlipnik        | W/O                 |
| 2.  | 20 de octubre de 2014 | Challenger de Córdoba          | Tierra batida | Marcelo Demoliner            | Hugo Dellien Juan Ignacio Lóndero   | 6-3, 7-5            |
| 3.  | 4 de julio de 2016    | Challenger de Cali             | Tierra batida | Hans Podlipnik               | Erik Crepaldi Daniel Dutra da Silva | 6-1, 7-6(6)         |
| 4.  | 11 de marzo de 2017   | Challenger de Santiago         | Tierra batida | Tomás Barrios                | Máximo González Andrés Molteni      | 6-4, 6-3            |
| 5.  | 12 de agosto de 2017  | Challenger de Floridablanca    | Tierra batida | Sergio Galdós                | Sekou Bangoura Evan King            | 6-3, 5-7, [10-1]    |
| 6.  | 9 de octubre de 2021  | Challenger de Santiago 2       | Tierra batida | Diego Hidalgo                | Evan King Max Schnur                | 6-3, 5-7, [10-6]    |
| 7.  | 23 de octubre de 2021 | Challenger de Bogotá           | Tierra batida | Roberto Quiroz               | Nicolás Barrientos Alejandro Gómez  | 6-7(7), 7-5, [10-4] |
| 8.  | 9 de abril de 2022    | Challenger de Ciudad de México | Tierra batida | Matheus Pucinelli de Almeida | Artem Sitak Jonathan Eysseric       | 6-2, 6-3            |

#### Finalista (4)
| N.º | Fecha                   | Torneo                   | Superficie    | Pareja          | Oponentes en la final              | Resultado        |
| --- | ----------------------- | ------------------------ | ------------- | --------------- | ---------------------------------- | ---------------- |
| 1.  | 22 de noviembre de 2014 | Challenger de Montevideo | Tierra batida | Gonzalo Lama    | Pablo Cuevas Martín Cuevas         | 2-6, 4-6         |
| 2.  | 15 de julio de 2017     | Challenger de Medellín   | Tierra batida | Roberto Quiroz  | Darian King Miguel Ángel Reyes     | 4-6, 4-6         |
| 3.  | 2 de septiembre de 2017 | Challenger de Quito      | Tierra batida | Roberto Quiroz  | Marcelo Arévalo Miguel Ángel Reyes | 6-4, 4-6, [7-10] |
| 4.  | 17 de noviembre de 2017 | Challenger de Santiago 2 | Tierra batida | Máximo González | Facundo Argüello Franco Agamenone  | 4-6, 6-3, [6-10] |

## Títulos ITF (13; 6+7)

### Individuales (6)
| N.º | Fecha                   | Torneo      | Superficie    | Oponente en la final      | Resultado   |
| --- | ----------------------- | ----------- | ------------- | ------------------------- | ----------- |
| 1.  | 6 de mayo de 2014       | Orange Park | Tierra batida | Mitchell Krueger          | 6-1 7-6(6)  |
| 2.  | 1 de julio de 2014      | Saarlouis   | Tierra batida | Mats Moraing              | 6-4 4-6 6-4 |
| 3.  | 23 de agosto de 2016    | Galați      | Tierra batida | Gabriel Alejandro Hidalgo | 6-3 6-1     |
| 4.  | 28 de noviembre de 2016 | Talca       | Tierra batida | Bastián Malla             | 6-1 7-6(3)  |
| 5.  | 12 de diciembre de 2016 | Talca       | Tierra batida | Cristóbal Saavedra        | 2-6 6-1 6-4 |
| 6.  | 19 de diciembre de 2016 | Santiago    | Tierra batida | Bastián Malla             | 6-3 6-3     |

### Dobles (7)
| N.º | Fecha                   | Torneo        | Superficie    | Pareja           | Oponentes en la final                         | Resultado      |
| --- | ----------------------- | ------------- | ------------- | ---------------- | --------------------------------------------- | -------------- |
| 1.  | 22 de octubre de 2012   | Villa Alemana | Tierra batida | Gonzalo Lama     | Gabriel Alejandro Hidalgo Mauricio Pérez Mota | 5-7 6-3 [10-4] |
| 2.  | 29 de abril de 2013     | Santiago      | Tierra batida | Christian Garin  | Guillermo Rivera Cristóbal Saavedra           | 6-2 6-2        |
| 3.  | 13 de mayo de 2014      | Tampa         | Tierra batida | Tiago Lopes      | Bjorn Fratangelo Mitchell Krueger             | 7-5 6-1        |
| 4.  | 25 de agosto de 2014    | Medellín      | Tierra batida | Fabiano de Paula | Dean O'Brien Juan Carlos Spir                 | 2-6 6-2 [11-9] |
| 5.  | 2 de febrero de 2016    | Palm Coast    | Tierra batida | Juan Carlos Sáez | Peter Nagy Wil Spencer                        | 6-1 6-2        |
| 6.  | 16 de agosto de 2016    | Mediaș        | Tierra batida | Simón Navarro    | Victor Anagnastopol Victor Cornea             | 6-3 6-4        |
| 7.  | 19 de diciembre de 2016 | Santiago      | Tierra batida | Guillermo Núñez  | José Carlos Cuevas Juan Pablo Paz             | 6-3 7-5        |

## Títulos en Júnior (7; 2+5)

### Individuales (2)
| Leyenda (Singles) |
| ----------------- |
| Grand Slam (0)    |
| Grado A (0)       |
| Grado B (1)       |
| Grado 1–5 (1)     |

| N.º | Fecha                    | Torneo                            | Superficie         | Oponentes en la final | Resultado      |
| --- | ------------------------ | --------------------------------- | ------------------ | --------------------- | -------------- |
| 1.  | 17 de septiembre de 2012 | Copa CDUC, Santiago               | Tierra batida (G4) | Jaime Galleguillos    | 6-4 6-3        |
| 2.  | 31 de marzo de 2013      | Sudamericano Individuales, La Paz | Tierra batida (B1) | João Menezes          | 6-3 6-7(3) 6-4 |

## Clasificación histórica
| Torneo                      | 2013         | 2014         | 2015         | 2016         | 2017         | 2018         | 2019         | 2020         | 2021         | 2022         | 2023  | 2024  | 2025    | Títulos | G–P   | Porcentaje |
| --------------------------- | ------------ | ------------ | ------------ | ------------ | ------------ | ------------ | ------------ | ------------ | ------------ | ------------ | ----- | ----- | ------- | ------- | ----- | ---------- |
| Torneos de Grand Slam       |              |              |              |              |              |              |              |              |              |              |       |       |         |         |       |            |
| Abierto de Australia        | A            | A            | Q1           | A            | A            | 1R           | 1R           | A            | A            | A            | 2R    | 1R    | 1R      | 9 / 5   | 1-5   | 16%        |
| Roland Garros               | A            | A            | Q1           | A            | 1R           | 1R           | 1R           | A            | A            | Q3           | 4R    | 1R    | 1R      | 0 / 6   | 3-6   | 33%        |
| Wimbledon                   | A            | A            | Q1           | A            | 1R           | 2R           | 1R           | ND           | A            | A            | 3R    | 1R    | 4R      | 0 / 6   | 6-6   | 50%        |
| Abierto de los EE. UU.      | A            | A            | Q1           | A            | Q2           | 2R           | 1R           | A            | A            | 1R           | 3R    | 1R    |         | 0 / 5   | 3-5   | 37%        |
| Ganado-Perdido              | 0-0          | 0-0          | 0-0          | 0-0          | 0-2          | 2-4          | 0-4          | 0-0          | 0-0          | 0-1          | 8-4   | 0-4   | 3-3     | 0 / 21  | 13-22 | 35%        |
| ATP World Tour Masters 1000 |              |              |              |              |              |              |              |              |              |              |       |       |         |         |       |            |
| Indian Wells                | A            | A            | A            | A            | A            | A            | 2R           | ND           | A            | A            | A     | 2R    | A       | 0 / 2   | 1-2   | 33%        |
| Miami                       | A            | A            | A            | 1R           | A            | 2R           | 1R           | ND           | A            | A            | A     | CF    | A       | 0 / 4   | 4-4   | 50%        |
| Montecarlo                  | A            | A            | A            | A            | A            | A            | A            | A            | ND           | A            | 3R    | 1R    | 1R      | 0 / 3   | 2-3   | 40%        |
| Madrid                      | A            | A            | A            | A            | A            | A            | Q1           | ND           | A            | A            | 1R    | 2R    | 2R      | 0 / 3   | 1-3   | 25%        |
| Roma                        | A            | A            | A            | A            | A            | 1R           | Q2           | A            | A            | A            | 1R    | F     | 2R      | 0 / 4   | 6-4   | 60%        |
| Canadá                      | A            | A            | A            | A            | A            | A            | A            | ND           | A            | A            | 1R    | 1R    |         | 0 / 2   | 0-2   | 0%         |
| Cincinnati                  | A            | A            | A            | A            | A            | A            | A            | A            | A            | A            | 2R    | 1R    |         | 0 / 2   | 1-1   | 50%        |
| Shanghái                    | A            | A            | A            | A            | Q1           | 3R           | Q1           | ND           | ND           | ND           | CF    | 2R    |         | 0 / 3   | 5-3   | 71%        |
| París                       | A            | A            | A            | A            | A            | Q1           | A            | A            | A            | A            | 2R    | 2R    |         | 0 / 2   | 2-2   | 50%        |
| Ganado-Perdido              | 0-0          | 0-0          | 0-0          | 0-1          | 0-0          | 3-3          | 1-2          | 0-0          | 0-0          | 0-0          | 6-6   | 9-9   | 2-3     | 0 / 25  | 22-24 | 45%        |
| ATP World Tour 500          |              |              |              |              |              |              |              |              |              |              |       |       |         |         |       |            |
| Ganado-Perdido              | 0-0          | 0-0          | 0-1          | 0-1          | 0-0          | 5-5          | 3-4          | 0-0          | 0-0          | 0-0          | 9-5   | 0-2   | 0 / 18  | 17-18   | 48%   |            |
| ATP World Tour 250          |              |              |              |              |              |              |              |              |              |              |       |       |         |         |       |            |
| Ganado-Perdido              | 0-0          | 0-0          | 1-1          | 0-0          | 0-0          | 14-9         | 13-9         | 0-0          | 1-2          | 3-7          | 12-3  | 5-3   | 3 / 37  | 49-34   | 59%   |            |
| Representación nacional     |              |              |              |              |              |              |              |              |              |              |       |       |         |         |       |            |
| Copa Davis                  | Z1           | A            | Z2           | PO           | Z1           | Z1           | RR           | A            | GM1          | GM1          | RR    |       | 0 / 9   | 13-10   | 56%   |            |
| Copa ATP                    | No disputado | No disputado | No disputado | No disputado | No disputado | No disputado | No disputado | RR           | A            | A            | ND    | ND    | 0 / 1   | 0-3     | 0%    |            |
| United Cup                  | No disputado | No disputado | No disputado | No disputado | No disputado | No disputado | No disputado | No disputado | No disputado | No disputado | A     | RR    | 0 / 1   | 2-0     | 100%  |            |
| Ganado-Perdido              | 0-1          | 0-0          | 2-0          | 0-2          | 2-1          | 3-1          | 2-2          | 0-3          | 0-1          | 2-1          | 3-1   | 3-1   | 0 / 11  | 17-14   | 54%   |            |
|                             |              |              |              |              |              |              |              |              |              |              |       |       |         |         |       |            |
| Total G-P                   | 0-1          | 0-0          | 3-2          | 0-4          | 2-3          | 27-22        | 19-21        | 0-3          | 1-3          | 5-9          | 38-19 | 16-13 | 3 / 100 | 111-100 | 52%   |            |
| Porcentaje                  | 0%           | 0%           | 60%          | 0%           | 40%          | 55%          | 48%          | 0%           | 25%          | 36%          | 67%   | 55%   | -       | -       | -     |            |
| Ranking                     | 871.°        | 224.°        | 377.°        | 400.°        | 100.°        | 43.°         | 77.°         | SR           | 146.°        | 152.°        | 19.°  |       | -       | -       | -     |            |

Actualizado al 27 de mayo de 2024

## Frente a Frente ATP
Actualizado al 6 de julio de 2025.

### Frente a tenistas Top 30
| Nacimiento | Rival                   | Mejor Ranking | Victorias | Derrotas | Total | Porcentaje |
| ---------- | ----------------------- | ------------- | --------- | -------- | ----- | ---------- |
| 1996       | Daniil Medvedev         | 1             | 0         | 2        | 2     | 0%         |
| 2003       | Carlos Alcaraz          | 1             | 1         | 3        | 4     | 25%        |
| 2001       | Jannik Sinner           | 1             | 1         | 2        | 3     | 33%        |
| 1997       | Alexander Zverev        | 2             | 2         | 5        | 7     | 28%        |
| 1998       | Casper Ruud             | 2             | 2         | 2        | 4     | 50%        |
| 1991       | Grigor Dimitrov         | 3             | 2         | 3        | 5     | 40%        |
| 1982       | David Ferrer            | 3             | 0         | 1        | 1     | 0%         |
| 1985       | Stan Wawrinka           | 3             | 1         | 1        | 2     | 50%        |
| 1988       | Juan Martín del Potro   | 3             | 0         | 1        | 1     | 0%         |
| 1988       | Marin Čilić             | 3             | 1         | 0        | 1     | 100%       |
| 1993       | Dominic Thiem           | 3             | 1         | 0        | 1     | 100%       |
| 1998       | Stefanos Tsitsipas      | 3             | 4         | 2        | 6     | 67%        |
| 2003       | Holger Rune             | 4             | 1         | 1        | 2     | 50%        |
| 1984       | Gilles Simon            | 6             | 0         | 2        | 2     | 0%         |
| 1996       | Matteo Berrettini       | 6             | 1         | 1        | 2     | 50%        |
| 1999       | Álex de Miñaur          | 6             | 0         | 2        | 2     | 0%         |
| 2002       | Lorenzo Musetti         | 6             | 1         | 1        | 2     | 50%        |
| 1983       | Fernando Verdasco       | 7             | 1         | 0        | 1     | 100%       |
| 1986       | Richard Gasquet         | 7             | 0         | 1        | 1     | 0%         |
| 1992       | Diego Schwartzman       | 8             | 2         | 5        | 7     | 29%        |
| 1985       | John Isner              | 8             | 0         | 1        | 1     | 0%         |
| 1996       | Karén Jachánov          | 8             | 0         | 2        | 2     | 0%         |
| 1995       | Cameron Norrie          | 8             | 1         | 1        | 2     | 50%        |
| 1997       | Tommy Paul              | 8             | 2         | 0        | 2     | 100%       |
| 1987       | Fabio Fognini           | 9             | 0         | 1        | 1     | 0%         |
| 1991       | Pablo Carreño           | 10            | 0         | 1        | 1     | 0%         |
| 1999       | Denis Shapovalov        | 10            | 0         | 1        | 1     | 0%         |
| 1998       | Frances Tiafoe          | 10            | 1         | 1        | 2     | 50%        |
| 1996       | Borna Ćorić             | 12            | 1         | 0        | 1     | 100%       |
| 1998       | Ugo Humbert             | 13            | 0         | 2        | 2     | 0%         |
| 1995       | Kyle Edmund             | 14            | 0         | 2        | 2     | 0%         |
| 2004       | Arthur Fils             | 14            | 0         | 1        | 1     | 0%         |
| 1992       | Marco Cecchinato        | 16            | 1         | 0        | 1     | 100%       |
| 1983       | Philipp Kohlschreiber   | 16            | 0         | 1        | 1     | 0%         |
| 1992       | Nikoloz Basilashvili    | 16            | 0         | 1        | 1     | 0%         |
| 1988       | Albert Ramos            | 17            | 2         | 2        | 4     | 50%        |
| 1988       | Adrian Mannarino        | 17            | 1         | 0        | 1     | 100%       |
| 1997       | Alexander Bublik        | 17            | 1         | 1        | 2     | 50%        |
| 1997       | Reilly Opelka           | 17            | 0         | 1        | 1     | 0%         |
| 1989       | Benoît Paire            | 18            | 0         | 4        | 4     | 0%         |
| 1984       | Andreas Seppi           | 18            | 1         | 1        | 2     | 50%        |
| 2000       | Sebastián Báez          | 18            | 1         | 0        | 1     | 100%       |
| 1999       | Francisco Cerúndolo     | 18            | 0         | 1        | 1     | 0%         |
| 1986       | Pablo Cuevas            | 19            | 2         | 0        | 2     | 100%       |
| 1986       | Marcel Granollers       | 19            | 1         | 0        | 1     | 100%       |
| 2002       | Flavio Cobolli          | 19            | 0         | 2        | 2     | 0%         |
| 1990       | Guido Pella             | 20            | 1         | 1        | 2     | 50%        |
| 1987       | Leonardo Mayer          | 21            | 1         | 2        | 3     | 33%        |
| 1995       | Lorenzo Sonego          | 21            | 2         | 2        | 4     | 50%        |
| 1990       | Jan-Lennard Struff      | 21            | 1         | 0        | 1     | 100%       |
| 1999       | Alexei Popyrin          | 21            | 2         | 1        | 3     | 67%        |
| 1995       | Botic van de Zandschulp | 22            | 0         | 1        | 1     | 0%         |
| 2001       | Jiri Lehecka            | 22            | 0         | 2        | 2     | 0%         |
| 1983       | Guillermo García-López  | 23            | 1         | 0        | 1     | 100%       |
| 1990       | Dušan Lajović           | 23            | 2         | 2        | 4     | 50%        |
| 1989       | Martin Kližan           | 24            | 0         | 1        | 1     | 0%         |
| 1990       | Vašek Pospíšil          | 25            | 0         | 1        | 1     | 0%         |
| 1987       | Mischa Zverev           | 25            | 1         | 1        | 2     | 50%        |
| 1987       | Jérémy Chardy           | 25            | 1         | 2        | 3     | 33%        |
| 1996       | Filip Krajinović        | 26            | 1         | 0        | 1     | 100%       |
| 1999       | Tomás Etcheverry        | 27            | 2         | 3        | 5     | 40%        |
| 1999       | Miomir Kecmanović       | 27            | 1         | 1        | 2     | 50%        |
| 1987       | Santiago Giraldo        | 28            | 0         | 2        | 2     | 0%         |
| 2001       | Matteo Arnaldi          | 29            | 3         | 0        | 3     | 100%       |
| 2001       | Mariano Navone          | 29            | 1         | 0        | 1     | 100%       |
| 2004       | Alex Michelsen          | 30            | 1         | 0        | 1     | 100%       |

### Frente a tenistas latinoamericanos
| Nacimiento | Rival                 | Ranking | Victorias | Derrotas | Total | Porcentaje |
| ---------- | --------------------- | ------- | --------- | -------- | ----- | ---------- |
| 1988       | Juan Martín del Potro | 3       | 0         | 1        | 1     | 0%         |
| 1992       | Diego Schwartzman     | 8       | 2         | 5        | 7     | 29%        |
| 2000       | Sebastián Báez        | 18      | 1         | 0        | 1     | 100%       |
| 1999       | Francisco Cerúndolo   | 18      | 0         | 1        | 1     | 0%         |
| 1986       | Pablo Cuevas          | 19      | 2         | 0        | 2     | 100%       |
| 1990       | Guido Pella           | 20      | 1         | 1        | 2     | 50%        |
| 1987       | Leonardo Mayer        | 21      | 1         | 2        | 3     | 33%        |
| 1999       | Tomás Etcheverry      | 27      | 2         | 3        | 5     | 40%        |
| 1987       | Santiago Giraldo      | 28      | 0         | 2        | 2     | 0%         |
| 2001       | Mariano Navone        | 29      | 1         | 0        | 1     | 100%       |
| 1990       | Federico Delbonis     | 33      | 1         | 0        | 1     | 100%       |
| 1985       | Horacio Zeballos      | 39      | 1         | 0        | 1     | 100%       |
| 1980       | Víctor Estrella       | 43      | 0         | 1        | 1     | 0%         |
| 2000       | Facundo Díaz Acosta   | 47      | 0         | 1        | 1     | 0%         |
| 2006       | Joao Fonseca          | 47      | 1         | 0        | 1     | 100%       |
| 1992       | Federico Coria        | 49      | 1         | 0        | 1     | 100%       |
| 1993       | Juan Ignacio Lóndero  | 50      | 1         | 1        | 2     | 50%        |
| 1990       | Facundo Bagnis        | 55      | 1         | 0        | 1     | 100%       |
| 2000       | Thiago Seyboth Wild   | 58      | 1         | 0        | 1     | 100%       |
| 1999       | Camilo Ugo Carabelli  | 59      | 0         | 1        | 1     | 0%         |
| 1994       | Thiago Monteiro       | 61      | 1         | 1        | 2     | 50%        |
| 1995       | Juan Pablo Varillas   | 61      | 3         | 1        | 4     | 75%        |
| 2000       | Francisco Comesaña    | 61      | 0         | 1        | 1     | 0%         |
| 1993       | Hugo Dellien          | 64      | 1         | 0        | 1     | 100%       |
| 1992       | Nicolás Kicker        | 78      | 1         | 0        | 1     | 100%       |
| 2001       | Juan Manuel Cerúndolo | 79      | 1         | 0        | 1     | 100%       |
| 1990       | Marco Trungelliti     | 112     | 1         | 1        | 2     | 50%        |
| 2004       | Ignacio Busé          | 152     | 0         | 1        | 1     | 0%         |
| 1991       | Roberto Quiroz        | 172     | 1         | 0        | 1     | 100%       |
| 1990       | José Hernández        | 179     | 1         | 0        | 1     | 100%       |
| 2000       | Nick Hardt            | 179     | 1         | 0        | 1     | 100%       |
| 1993       | Roberto Cid           | 211     | 0         | 1        | 1     | 0%         |
| 1989       | Gonzalo Escobar       | 281     | 1         | 0        | 1     | 100%       |
| 1996       | Nicolás Álvarez       | 288     | 1         | 0        | 1     | 100%       |
| 1988       | Iván Endara           | 367     | 1         | 0        | 1     | 100%       |

## Victorias sobre Top 10
- Jarry tiene un récord de 11-16 (40% de efectividad) contra jugadores que en el momento en que se jugó el partido se encontraban entre los 10 primeros del ranking mundial.

| Temporada | 2016 | 2018 | 2019 | 2020 | 2021 | 2022 | 2023 | 2024 | 2025 | Total |
| Victorias | 0    | 2    | 2    | 0    | 0    | 0    | 3    | 3    | 1    | 11    |
| Jugados   | 1    | 2    | 5    | 0    | 0    | 1    | 9    | 7    | 2    | 27    |

| N.º  | Oponente           | Ranking del oponente | Torneo                         | Superficie | Ronda | Resultado               | Ranking de Jarry |
| ---- | ------------------ | -------------------- | ------------------------------ | ---------- | ----- | ----------------------- | ---------------- |
| 2018 |                    |                      |                                |            |       |                         |                  |
| 1    | Dominic Thiem      | 8                    | Hamburgo, Alemania             | Arcilla    | CF    | 7–6(7–5), 7–6(8–6)      | 69               |
| 2    | Marin Čilić        | 6                    | Shanghái, China                | Dura (i)   | 2R    | 2-6, 7–6(8-6), 7-5      | 48               |
| 2019 |                    |                      |                                |            |       |                         |                  |
| 3    | Alexander Zverev   | 3                    | Barcelona, España              | Arcilla    | 2R    | 3–6, 7–5, 7–6(7–5)      | 81               |
| 4    | Stéfanos Tsitsipás | 6                    | 's-Hertogenbosch, Países Bajos | Hierba     | 2R    | 6-4, 3-6, 6-4           | 60               |
| 2023 |                    |                      |                                |            |       |                         |                  |
| 5    | Casper Ruud        | 4                    | Ginebra, Suiza                 | Arcilla    | CF    | 3-6, 7-6(7–2), 7-5      | 54               |
| 6    | Stéfanos Tsitsipás | 5                    | Halle, Alemania                | Hierba     | 2R    | 7-6(9–7), 7-5           | 28               |
| 7    | Stéfanos Tsitsipás | 5                    | Pekín, China                   | Dura       | 1R    | 6-4, 6-4                | 23               |
| 2024 |                    |                      |                                |            |       |                         |                  |
| 8    | Carlos Alcaraz     | 2                    | Buenos Aires, Argentina        | Arcilla    | SF    | 7-6(7–2), 6-3           | 21               |
| 9    | Casper Ruud        | 8                    | Miami, Estados Unidos          | Dura       | 4R    | 7-6(7–3), 6-3           | 23               |
| 10   | Stéfanos Tsitsipás | 8                    | Roma, Italia                   | Arcilla    | CF    | 3-6, 7-5, 6-4           | 24               |
| 2025 |                    |                      |                                |            |       |                         |                  |
| 11   | Holger Rune        | 8                    | Wimbledon, Reino Unido         | Hierba     | 1R    | 4-6, 4-6, 7-5, 6-3, 6-4 | 143              |

## Ranking ATP al finalizar cada temporada
| Año                     | 2014 | 2015 | 2016 | 2017 | 2018 | 2019 | 2020 | 2021 | 2022 | 2023 | 2024 |
| Ranking en individuales | 224  | 377  | 400  | 100  | 43   | 77   | SR   | 146  | 152  | 19   | 35   |